# Olga Raattamaa
Olga Teresia Raattamaa, född 27 juni 1881 i Jukkasjärvi församling, död 25 september 1957, var i nästan 50 år värdinna i Kummavuopio, Sveriges nordligaste bosättning. Hon fick smeknamnet Kejsarinnan Olga.
Olga Raattamaa kom till Kummavuopio 1904 från hembyn Närvä när hon var nygift med Mattias Raattamaa (1870–1945), sonson till Johan Raattamaas bror Per Raattamaa. I Kummavuopio tog paret hand om långväga resenärer som behövde vila och mat. Under andra världskriget tog Olga Raattamaa emot flyktingar från Finland och Norge. För sina insatser för flyktingarna fick hon ta emot en minnesmedalj av kung Håkon VII.